# Misty Mystery
《Misty Mystery》为GARNET CROW第三十三张单曲。2011年8月31日由GIZA studio发售。

## 概要
作词为AZUKI七，作曲为中村由利，編曲为古井弘人。
此曲在《Smiley Nation》之后仅仅两个月发售，和前作一样，以初回限定盘（CD＋DVD）、通常盘（CD）两种形态发售，封面和收录曲各不相同（在通常盘中收录了1首附加曲）。
初回限定盤只有《live》一首附属曲，DVD收录了《Misty Mystery》的PV。通常盤收录了2首附加曲，追加了1首《I can't take...》。
《Misty Mystery》为动画《名侦探柯南》（魔术快斗 动画）该年从8月6日开始播放的片头曲。此曲为《As the Dew》以后相隔1年半再次演唱，且是在《Over Drive》之后相隔1年零4个月第11次演唱。此曲也是GARNET CROW最後一次的柯南主題曲。

## 收录曲
（全作词：AZUKI 七、作曲：中村由利、编曲：古井弘人）

### 初回限定盤
CD
1. Misty Mystery [4:19]
  - 读卖电视台・日本电视台动画《名侦探柯南》片头曲
2. live [5:00]
3. Misty Mystery -Instrumental-

DVD
1. Misty Mystery -Music Clip-

### 通常盘
1. Misty Mystery
2. live
3. I can't take... [3:13]
4. Misty Mystery -Instrumental-

## 相关项目
- C'mon - B'z专辑。收录曲《朝拜者》（ピルグリム）同时作为片尾曲播放。

| 动画《名侦探柯南》片头曲 2011年8月6日 - 2011年12月24日 |                               |                                 |
| 前作: B'z 《Don't Wanna Lie》                          | GARNET CROW 《Misty Mystery》 | 次作: BREAKERZ 《Miss Mystery》 |